# Суха лъка
Суха лъка е защитена местност в България. Намира се в землището на село Кръстава, област Пазарджик.
Защитената местност е с площ 3,2 ha. Обявена е на 19 април 1976 г. с цел опазване на характерен ландшафт.
В защитената местност се забраняват:
- сеченето, кастренето и повреждането на дърветата, а така също и изкореняването на всякакви растения;
- пашата на добитък по всяко време;
- преследването на диви животни, птици и техните малки и разваляне на гнездата или леговищата им;
- разкриване на кариери за всякакви инертни други материали, увреждането или изменението на естествения облик на местността, включително и на водните течения;
- чупенето, драскането и повреждането по какъвто и да е начин на скалните и земни образования, на сталактитите и други формации в пещерите;
- извеждането на голи и интензивни главни сечи;
- всякакво строителство.[1]

Разрешава се извеждането на санитарна сеч и отсичането на престарели и с влошени декоративни качества дървета.